# Liliʻuokalani
Liliʻuokalani, née Liliʻu Loloku Walania Kamakaʻeha le 2 septembre 1838 à Honolulu, et morte le 11 novembre 1917 dans la même ville, est la huitième reine du royaume d'Hawaï, dernière souveraine du pays de janvier 1891 à janvier 1893, avant le renversement de la monarchie par une coalition soutenue par les États-Unis. Malgré la brièveté de son règne, cette souveraine qui a défendu la monarchie ainsi que le peuple a marqué les esprits et la communauté hawaïenne. La reine est obligée d'abdiquer à la suite d'un coup d'État provoqué par les parlementaires progressistes de l'île, qui souhaitent abolir la monarchie et l'annexer aux États-Unis. 
Dès le plus jeune âge, elle apparaît comme une héritière potentielle pour le trône. Lili'uokalani est la sœur du futur roi Kalakaua, et la cousine des rois d'Hawaï Kamehameha IV, Kamehameha V et Lunalilo. À l'âge de quatre ans, elle est envoyée à l'école royale pour y apprendre l'anglais. Lili'uokalani passe son adolescence dans l'hôtel Arlington, la résidence de M. et Mme Bishop. Par la suite, elle est placée sous la responsabilité de cette dernière et de son époux. Lors de l'accession au trône de Kamehameha V, le dernier monarque hawaïen de la Maison de Kamehameha, le mari de Lili'uokalani, Dominis, est nommé secrétaire privé et conseiller confidentiel durant dix ans.
Le 10 avril 1877, la princesse Lili'uokalani est proclamée héritière présomptive au trône par son frère. Elle est régente du royaume de fin 1880 au 29 octobre 1881, le temps du tour du monde du roi. Kalakaua tombe dans le coma le 18 janvier 1891 et meurt deux jours plus tard. La nouvelle de la mort du roi ne parvient à Hawaii que le 29 janvier, c'est ainsi que Lili'uokalani devient reine.
Lili'uokalani prend plusieurs décisions qui vont causer sa perte. Il s'agit notamment de sa volonté de remettre en place une nouvelle constitution qui rétablit les pleins pouvoirs au souverain, qui ont été largement affaiblis par une constitution mise en place sous le règne de son frère. Avec cette nouvelle constitution, Lili'uokalani agit comme une réelle protectrice de son peuple. Les parlementaires progressistes et les pro-Américains étant contre ce rétablissement des pouvoirs, font tout pour l'éviter, ils s'allient à la puissance américaine et mettent en place une action afin de défaire la reine de son trône.
L'archipel regroupe deux idéologies distinctes : l'une favorable à la monarchie et au rétablissement des pouvoirs à la souveraine, et l'autre, défavorable et réformiste, qui organise la chute de la monarchie clandestinement. La reine prend deux autres mesures qui vont lui faire du tort. La première concerne la création d'une loterie nationale, la deuxième étant la mise en place de licence pour contrôler le commerce de l'opium. Débute alors une agitation du côté des progressistes, le ministre américain John L. Stevens (en) ordonne le débarquement des troupes des États-Unis dans l'archipel afin de reprendre le contrôle en janvier 1893. 
En parallèle de cette opération, s'organise la mise en place d'un gouvernement provisoire. Le 17 janvier 1893, un communiqué fait savoir que la reine est déposée et la monarchie abolie. Le gouvernement provisoire est établi et il est dirigé par Sanford Ballard Dole. Lili'uokalani ne s'avoue pas complètement vaincue, elle voit ses espoirs renaître lorsque Grover Cleveland est investi président des États-Unis. Il donne d'abord son soutien à la reine tout en cherchant à établir les circonstances du coup d'État à Hawaï. Il laisse supposer que la reine pourra récupérer son trône si elle amnistie les différents acteurs du coup d'État. Par la suite, il retire son soutien à la reine. Le 4 juillet 1894, la République d'Hawaï est proclamée.
Accusée de haute trahison envers la République en place, Lili'uokalani purge alors une peine de prison au sein du palais ʻIolani dès 1895, où elle passe huit à neuf mois écartée de la vie politique d'Hawaï. Lors de sa libération définitive en février 1896, l'ancienne reine se rend à Washington, D.C., aux États-Unis, où elle tentera de lutter contre l'annexion de son territoire, et de retrouver les biens de sa Couronne, mais en vain. Hawaï est finalement annexé en juillet 1898, et officiellement reconnu comme territoire américain en 1900.
La fin de sa vie est marquée par diverses retraites au cours desquelles Lili'uokalani s’attelle à la littérature par la réalisation de quelque 160 chants traditionnels hawaïens, mais également à la prise en charge du peuple autochtone, notamment des enfants démunis par le biais d'une fondation créée en 1909.
Perçue comme une figure féminine de pouvoir, Lili'uokalani meurt le 11 novembre 1917 à Hawaï d'un accident vasculaire cérébral. Sa mémoire est célébrée par le biais de monuments historiques, de parcs, de commémorations. Ses chansons résonnent encore de nos jours ; notamment son titre Aloha ʻOe devenu hymne national hawaïen, qui fait désormais l'objet de diverses reprises musicales ou filmographiques.

## De l'enfance à l'arrivée sur le trône

### Enfance

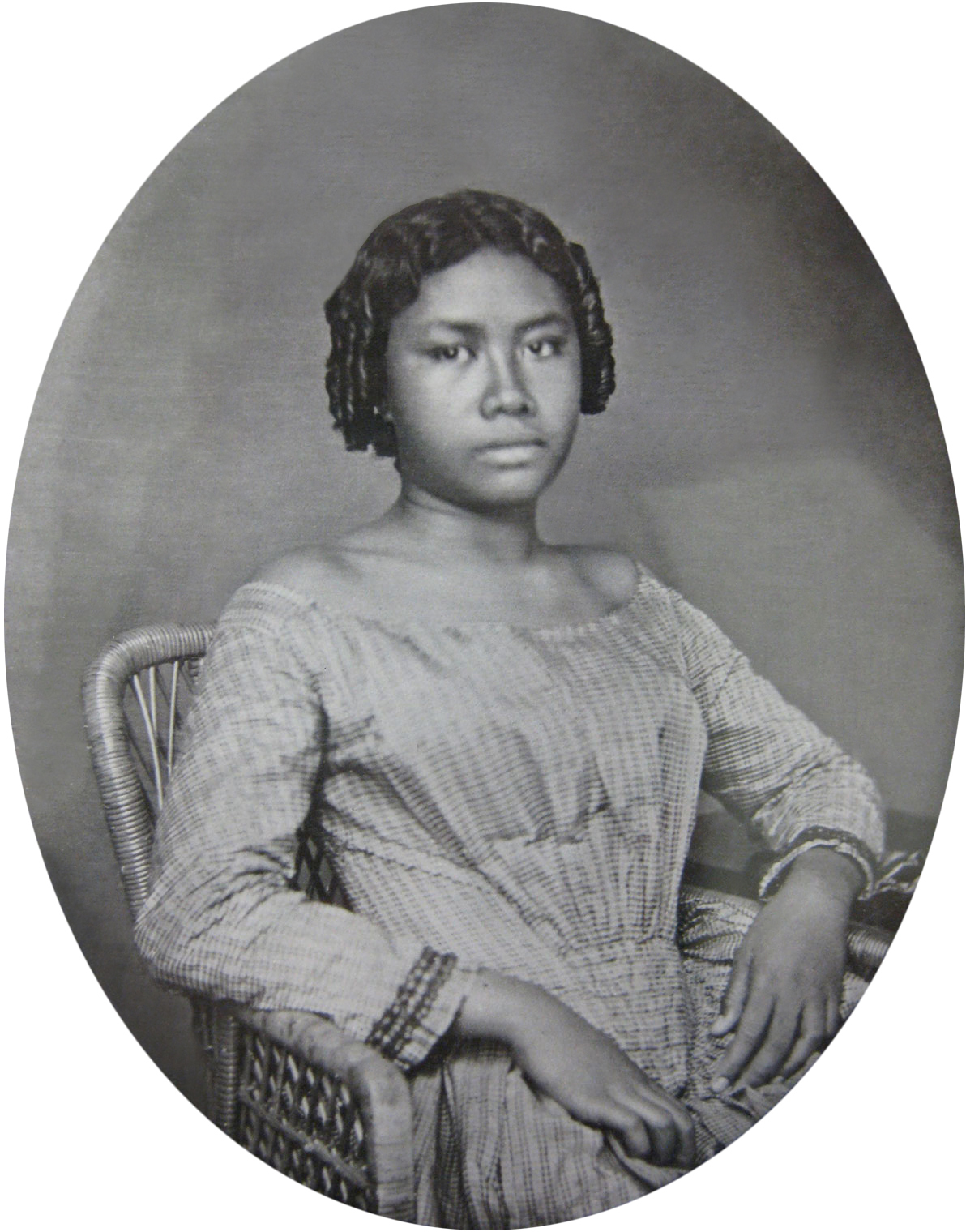
Lydia Kamakaʻeha Pākī au début des années 1850.

Liliʻuokalani nait le 2 septembre 1838 à Honolulu de Kapaakea et Keohokaola, sa mère étant alors l'une des conseillère du roi Kamehameha III qui en 1840 a donné au peuple hawaïen sa première constitution écrite (en). Sa famille appartient à la haute noblesse hawaïenne, et entretient des relations avec la maison régnante des Kamehameha, partageant une ascendance commune avec le monarque du XVIIIe siècle.
Elle et ses frères et sœurs sont élevés selon la coutume hawaïenne du hānai. Peu après sa naissance, Liliʻuokalani est éduquée par Pākī, un grand chef, et son épouse Kōnia. Pendant cette même période, elle se rapproche de l'une de ses cousines, Bernice Pauahi. Liliʻuokalani est baptisée par le révérend Levi Chamberlin et reçoit le prénom de Lydia durant son enfance.
En 1842, à l'âge de quatre ans, Liliʻuokalani est envoyée à l'école royale fondée et dirigée par Amos Starr Cooke (en), qui est assisté de son épouse, pour y apprendre l'anglais notamment. Dans le pensionnat de l'institution on trouve alors cinq futurs dirigeants hawaïens qui sont également des cousins de Liliʻuokalani dont Kamehameha IV, Kamehameha V et Lunalilo, ainsi que son frère Kalakaua et elle-même. Au sein de cette école, tous les élèves sont des jeunes reconnus comme éligibles au trône de Hawaï. Les enfants y apprennent la lecture, la calligraphie, l'arithmétique, la géométrie, l'algèbre, la physique, la géographie, l'histoire, la comptabilité, le chant et la composition anglaise par le couple de missionnaires Cook. Liliʻuokalani vit toute son enfance avec la jeune Victoria Kamāmalu, la sœur des futurs rois Kamehameha IV et Kamehameha V. 
Liliʻuokalani passe son adolescence dans l'hôtel Arlington, la résidence des époux Bishop (Bernice Pauahi), où le roi Kamehameha IV et son épouse sont souvent reçus. C'est durant ces années qu'elle se rapproche de celui qui va être plus tard son mari, John Owen Dominis, élève à l'école voisine à la sienne.  
En novembre 1856, Liliʻuokalani accompagne Konia, dont la santé est déjà défaillante, sur l'île d'Hawaï pour tenter de la guérir. Après quelques mois passés dans cette île, elles partent pour Lahaina. Ensuite, Liliʻuokalani retourne à Honolulu à la demande de son frère, qui s'était fiancé à Victoria Kamāmalu. Mais quelques jours après l'arrivée en ville de Lili'uokalani, les fiançailles sont rompues car Victoria, qui n'avait pas donné de nouvelles durant quinze jours à la suite de son départ pour Wailua, avait finalement renoncé au mariage.
En mai 1857, Konia retrouve Liliʻuokalani à Honolulu et décède peu après, le 2 juillet, des suites de sa maladie. Liliʻuokalani est donc placée sous la responsabilité de sa cousine, Bernice Pauahi, et de son époux.

### Cour et vie conjugale

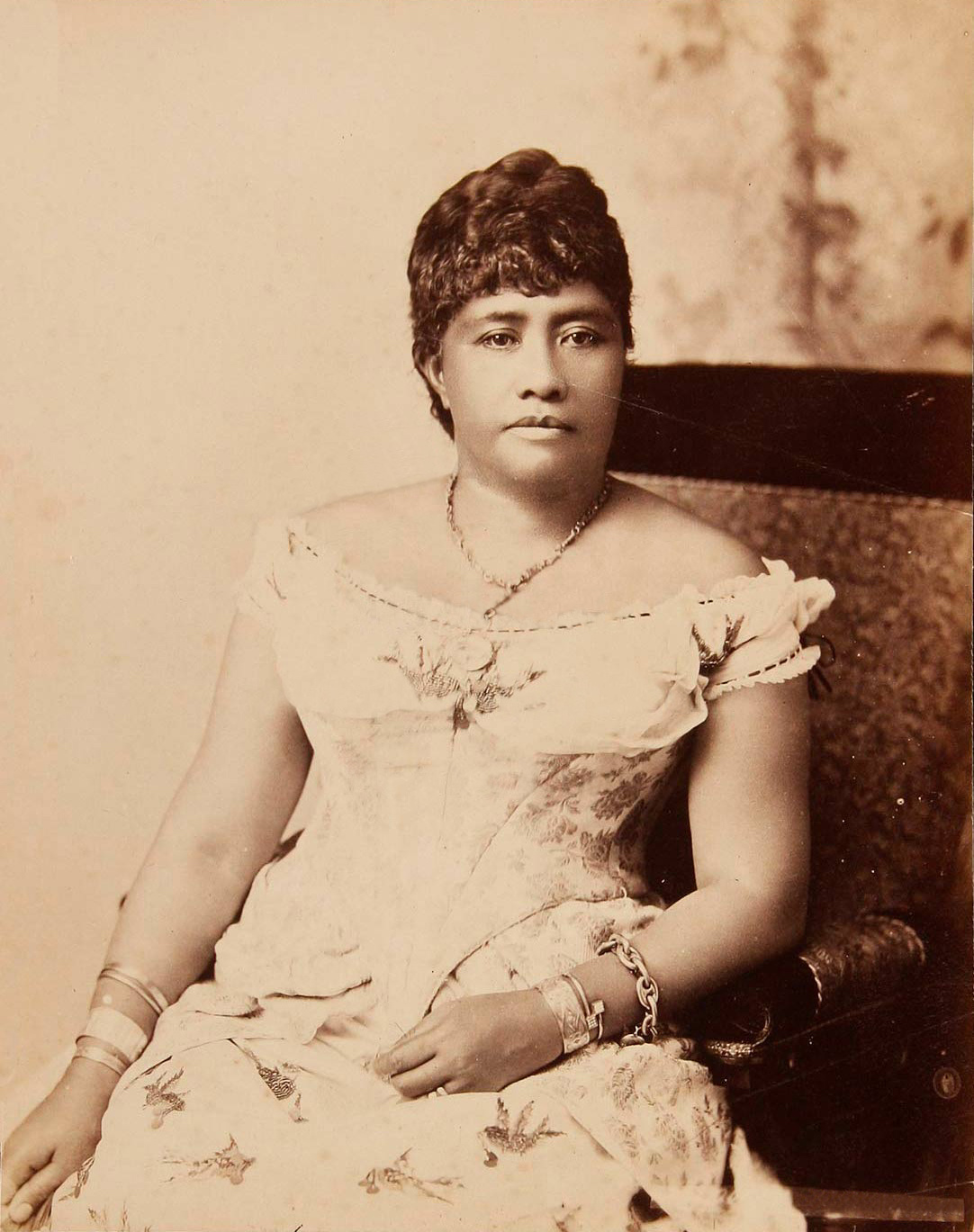
Liliuokalani par J.J Williams.

En 1857, Liliʻuokalani passe sous la tutelle des Bishop. Elle devient une jeune de l'élite sociale, sous le règne de Kamehameha IV. Liliʻuokalani est considérée comme une amie proche de la nouvelle reine Emma, la femme de Kamehameha IV, ce qu'on peut voir quand elle sert de demoiselle d'honneur lors du mariage royal. 
En 1855, Liliʻuokalani est fiancée depuis deux ans à John Owen Dominis, un membre du personnel originaire d'Amérique, ils ont l'intention de se marier le 2 septembre 1862. Ce mariage est retardé par le décès du prince Albert Kamehameha, fils de Kamehameha IV et de la reine Emma. Ce mariage a finalement lieu le 16 décembre 1862, à Haleʻākala, la résidence des Bishop. Il est ensuite célébré à la résidence de M. et Mme Bishop à l'hôtel Arlington. C'est dans cet hôtel que vivent tous les grands nobles et les résidents étrangers. Selon les mémoires de Liliʻuokalani, elle et John Dominis se connaissaient depuis l'enfance. Ses demoiselles d'honneur, Elizabeth Kekaʻaniau et Martha Swinton, sont ses anciennes camarades de classe. Le roi Kamehameha IV et d'autres membres de la famille royale sont des invités d'honneur. Le couple s'installe alors à Washington Place, dans la résidence d'Honolulu des Dominis. 
Peu de temps après son mariage, la reine et son mari sont invités par le prince Lot à l'accompagner pour un voyage à Hawaii, la plus grande île du groupe. Ce voyage compte parmi les plus grands noms : M. et Mme Summer, M. et Mme Davis, des amis du personnel de la famille royale.
Après son mariage, elle conserve son poste au sein du tribunal de Kamehameha IV, puis de son frère et successeur, Kamehameha V. Lors de l'accession au trône de Kamehameha V, le mari de Liliʻuokalani est nommé secrétaire privé et conseiller confidentiel durant dix ans. Il est également nommé gouverneur d'Ohau, l'île sur laquelle se trouve Honolulu, et le restera jusqu'à la mort du roi. Les mémoires de Liliʻuokalani permettent de savoir qu'il a également été gouverneur de l'île de Jnlaui, commissaire de l'administration des terres de la Couronne et enfin membre de l'ambassade de Hawaï. Le gouverneur Dominis a eu trois enfants avec Liliʻuokalanid ;  le gouverneur décède le 27 août 1891.  
- Lydia Aholo (1878-1979)[9], princesse royale et fille aînée de la reine. Elle meurt sans postérité ;
- Joseph Kaiponohea (1882-1914)[10], fils aîné de la reine, il est le prince héritier pendant le règne de sa mère. Il meurt sans postérité avant sa mère ;
- John Aimoku (1883-1917)[6], prince royal et second fils de la reine. Il meurt avant sa mère mais lui laisse un héritier, John Owen.

### Accession au trône de son frère

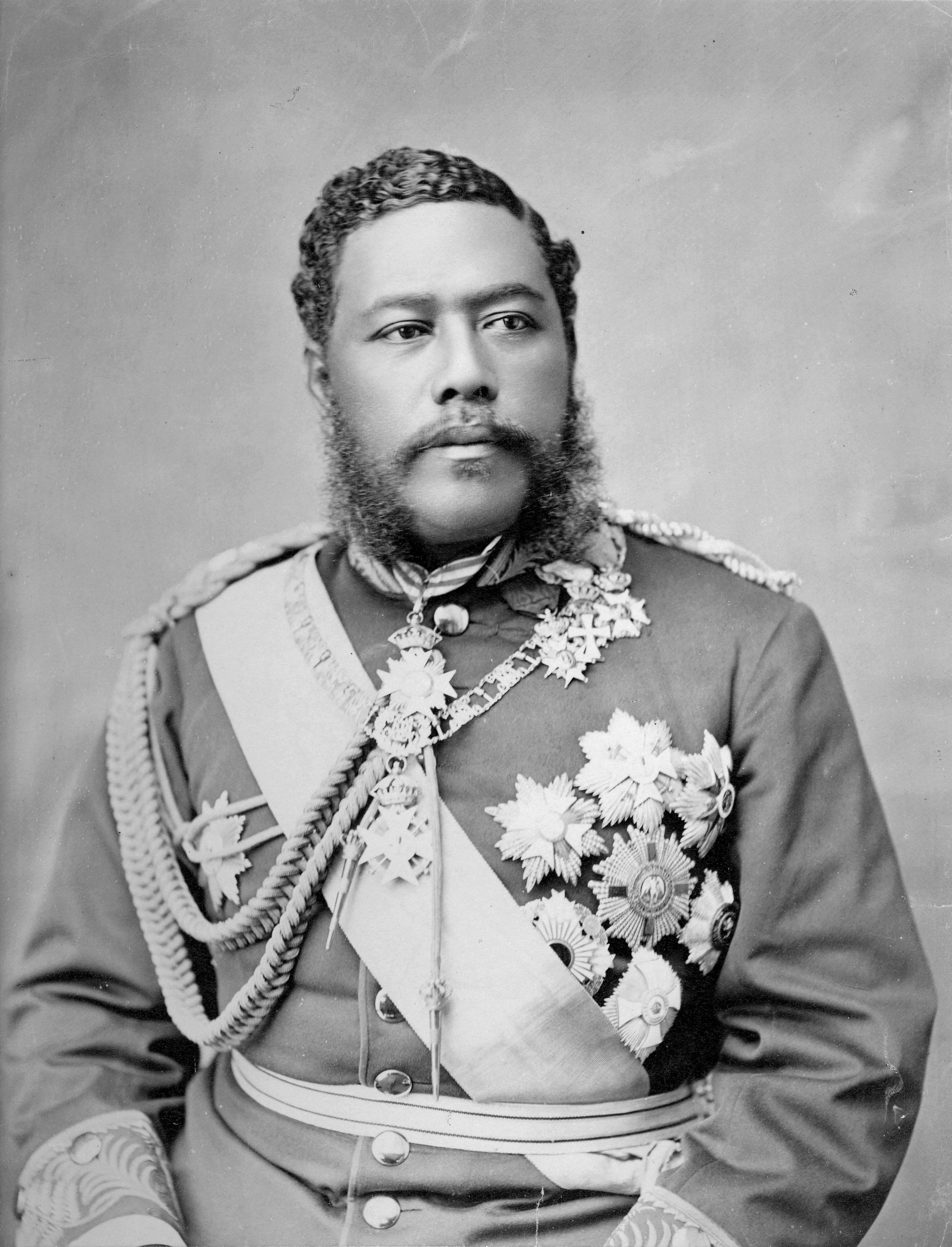
Kalakaua, frère de Liliʻuokalani.

À la mort du roi Lunalilo sans descendance, cela signe la fin de la dynastie des Kamehameha. Hawaï bascule dès lors dans une période de conflits pour la succession du trône, avec deux candidats potentiels : la reine Emma et le prince David Kalakaua, le frère de Liliʻuokalani. Celui-ci est désigné le 12 février 1874. Ce jour-là, une émeute éclate menée par les partisans de la reine Emma. Malgré quelques tensions au début de son règne, Kalakaua est très populaire, notamment par la reconnaissance des traditions hawaïennes, par son traité de réciprocité entre le royaume de Hawaï et les États-Unis. Durant son règne il tente de valoriser et mettre en avant l'institution monarchique. Au cours de son règne, il donne le pouvoir de gouverner à un cabinet composé de membres non hawaïens.
Néanmoins, sa popularité diminue rapidement, et en 1887, une révolution éclate sous le commandement de l'Honolulu Rifles (en) Company, une milice créée en 1884 et composée majoritairement d'haoles. Elle vise à mettre fin à la domination personnelle dans les îles hawaïennes, rendre le ministère responsable devant le peuple par l'intermédiaire de la législature, et surtout de retirer au roi le pouvoir de nommer la Chambre haute. Le parti réformiste obtient une majorité écrasante de sièges à la législature de 1887, et a donc le contrôle total du gouvernement jusqu'à 1890 et la session législative. La sœur du roi, Liliʻuokalani, accuse alors son frère de lâcheté pour avoir signé la Constitution de 1887, qui donne le droit de vote aux résidents étrangers, mais refuse le droit de vote à la plupart des autochtones de Hawaï. À la suite de cette révolution, une nouvelle constitution est écrite, qui met en place une monarchie constitutionnelle. Naît alors l'idée, chez les opposants à cette réforme, de faire abdiquer le roi en faveur de sa sœur, Liliʻuokalani.

### Les périodes de régence

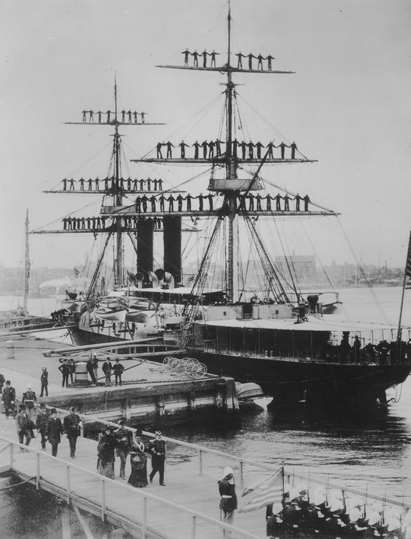
Liliuokalani et Kapiʻolani se rendant en Angleterre.

Le 10 avril 1877, la princesse Liliʻuokalani est proclamée héritière apparente au trône pour son frère le roi Kalakaua, après le décès de son autre frère, Leleiohoku. En effet, elle est régente du royaume de fin 1880 au 29 octobre 1881, le temps du tour du monde de son frère, le roi. Elle est l'hôtesse de nombreuses réceptions et fêtes royales, comme lors du jubilé de la reine Victoria. C'est en avril 1887 que le roi Kalakaua envoie une délégation pour assister au jubilé d'or de la reine Victoria à Londres. Cette délégation se compose de son épouse la reine Kapiolani, sa sœur Liliʻuokalani et son mari Mr Dominis, et enfin du colonel Cambellan Curtis. La délégation se rend d'abord aux États-Unis, pour visiter la capitale Washington, D.C., Boston et New York, d'où elle prend un bateau en direction du Royaume-Uni. À Londres, Kapiolani et Liliʻuokalani sont reçus en audience officielle par la reine Victoria au palais de Buckingham. Elles assistent ensuite au jubilé de la reine à l'abbaye de Westminster. 

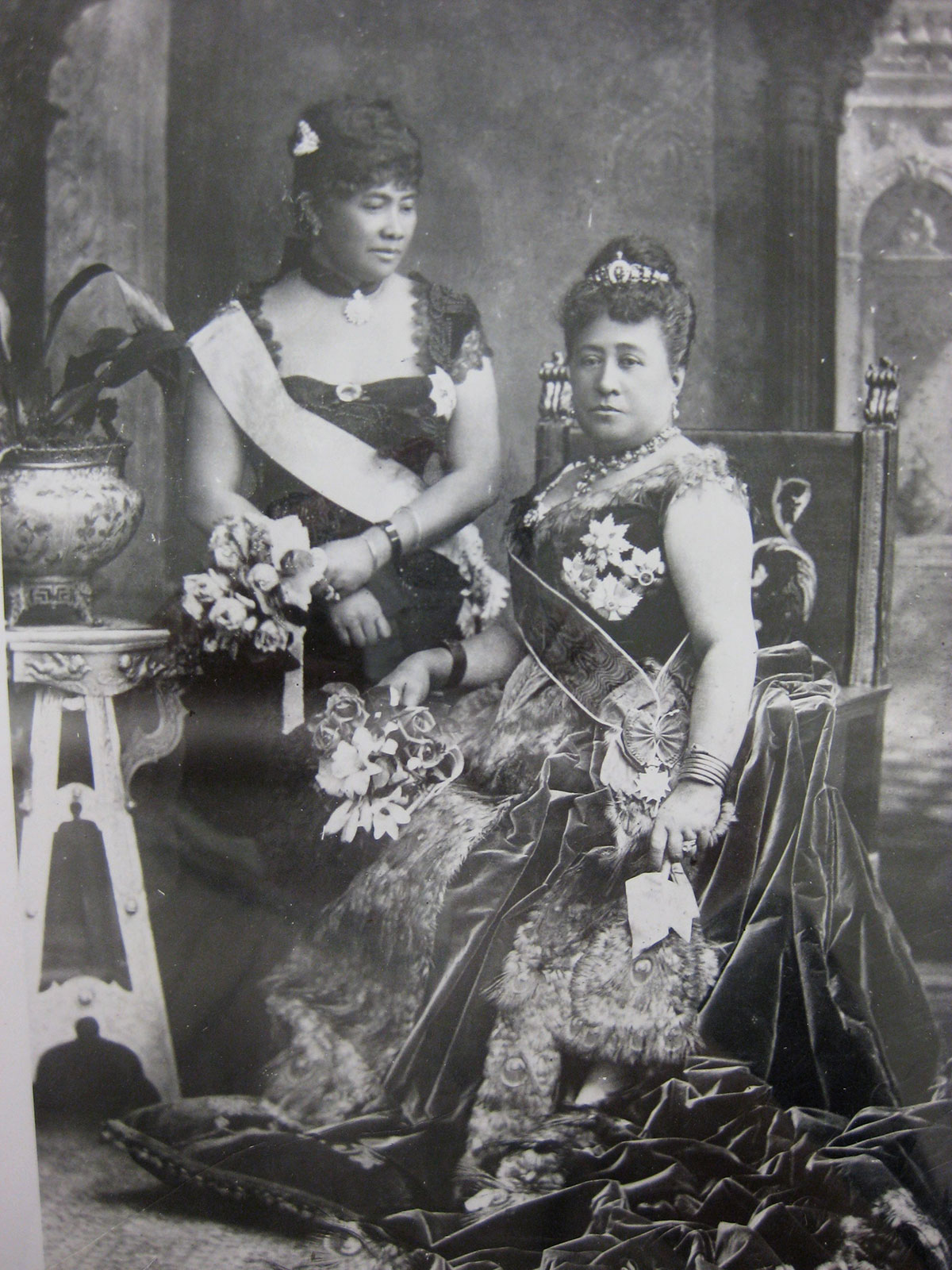
La princesse Liliʻuokalani et sa belle-sœur la reine Kapiʻolani en 1887.

Le 14 février 1874, Liliʻuokalani est proclamée officiellement successeur au trône. Elle devient régente durant la première absence de son frère, lors d'une tournée à l'étranger, notamment aux États-Unis où il devait négocier un traité d'alliance de réciprocité plus étroite. Il part pour San Francisco à l'automne 1874, accompagné du mari de Liliʻuokalani. Ce voyage aboutit au traité de réciprocité du 30 janvier 1875.
Après être nommée héritière au trône, Liliʻuokalani commence à faire une tournée des îles pour rencontrer son peuple, en commençant par la côte d'Oahu. Durant le tour du monde de Kalakaua en 1881, Liliʻuokalani sert de régente, et visite durant cette période l'établissement des lépreux à Kalaupapa en septembre de cette même année, au nom de son frère. À la suite de cette visite, elle fait du père Damien un chevalier commandeur de l'Ordre Royal pour son service aux sujets du royaume. Liliʻuokalani est connue de son peuple comme une femme qui cherche le bien-être de son peuple, au moment de sa régence. En effet, en 1886, elle fonde à Honolulu une banque pour les femmes, la Liliuokalani’s Savings Bank, mais également un groupe de prêt pour femme dans la ville d'Hilo. La même année, elle fonde la Liliuokalani Educational Society, une organisation en faveur de l'éducation des jeunes filles pauvres dont les parents ne peuvent pas assurer une éducation décente. 
En décembre 1890, alors que Kalakaua en est à son dernier voyage aux États-Unis, Liliʻuokalani donne une réception incroyable[pourquoi ?] au Palais Lolani. La santé de Kalakaua déjà défaillante trouble son règne et des luttes acharnées entre idéalistes autocratiques débutent. Le 20 janvier 1891, le roi Kalakaua décède, ce que la population met plusieurs jours à savoir, comme il est en voyage à San Francisco. Son corps est ramené à Honolulu le 29 janvier, jour de la proclamation de la souveraineté de Liliʻuokalani. 

## Le court règne de Lili'uokalani

### Avènement

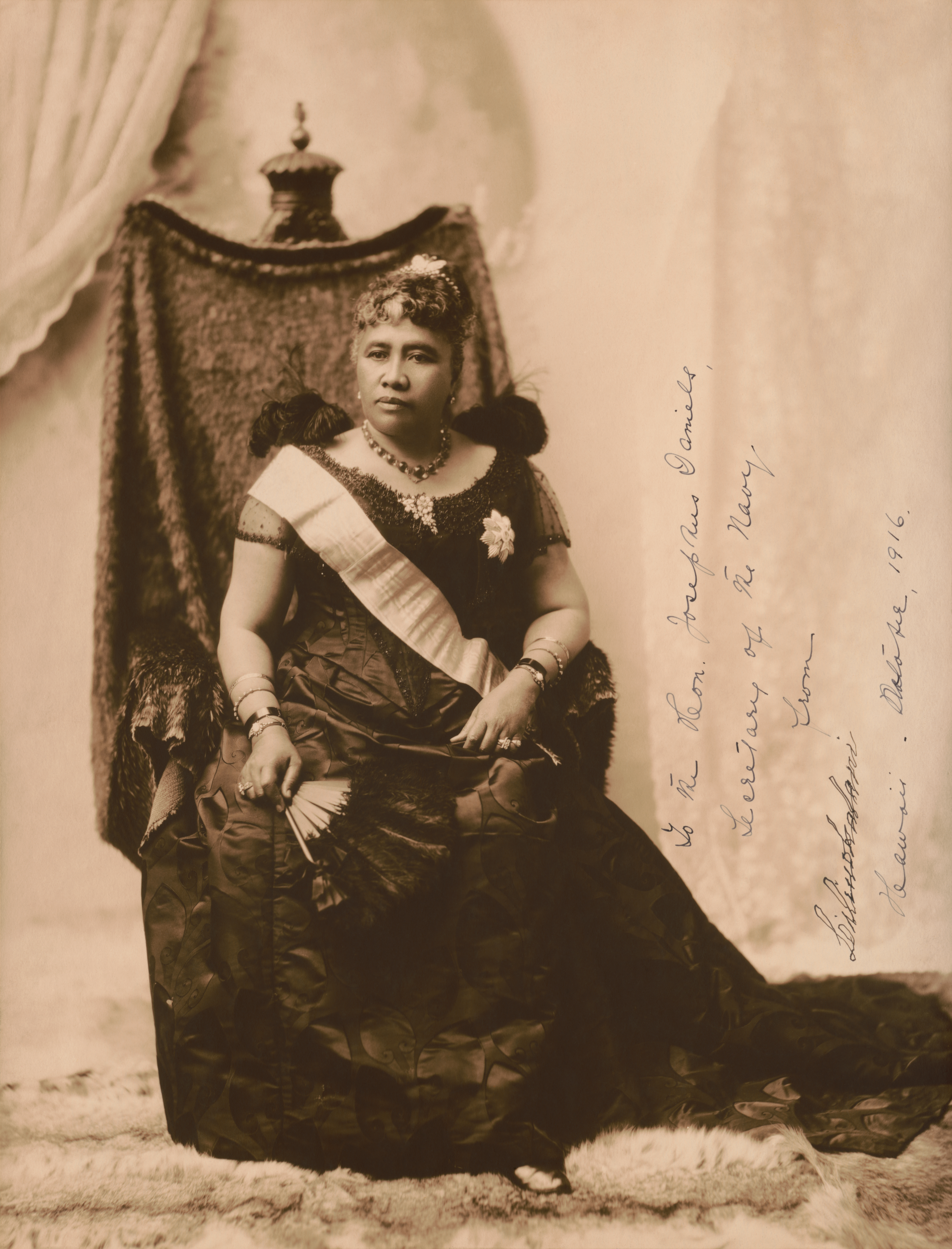
La reine en 1891.

Le 25 novembre 1890, son frère et roi Kalakaua arrive en Californie à bord de l'USS Charleston. Durant son absence, Liliʻuokalani est restée en fonction en tant que régente une seconde fois. Après son arrivée, l'état de santé de Kalakaua décline de jour en jour, ce dernier subit une attaque à Santa Barbara. À la suite de ce malaise, le roi est envoyé en urgence à San Francisco, où il tombe dans le coma dès le 18 janvier 1891 et décède deux jours plus tard. La nouvelle de la mort du roi ne parvient à Hawaii que le 29 janvier, c'est ainsi que Liliʻuokalani devient reine.
L'archipel de Hawaï, sur lequel règne désormais Liliʻuokalani, est un régime monarchique depuis près d'un siècle, débutant sous le règne de Kamehameha Ier. Celui-ci fonde le royaume de Hawaï en 1810 et impose son pouvoir dans l'ensemble de l'archipel. Depuis le XIXe siècle, beaucoup de missionnaires et hommes d'affaires américains se sont installés sur les terres hawaïennes tout en adoptant la nationalité du royaume. Ceux-ci, qui sont de plus en plus nombreux, tentent d'affaiblir une fois de plus le pouvoir royal et d'accéder au pouvoir politique. Le parti réformiste, depuis longtemps favorable à une libéralisation du régime monarchique, plaide désormais, non plus en faveur d'une monarchie constitutionnelle, mais pour un régime qui ferait du souverain un monarque honorifique sans pouvoir réel au profit du Parlement. 
La nouvelle reine, très populaire auprès de la population, fait ainsi face à plusieurs facteurs qui lui sont défavorables, notamment une économie gravement endommagée par les tarifs douaniers imposés à l'industrie sucrière de Hawaï. Néanmoins, elle fait savoir qu'elle refuse de céder face aux pressions des progressistes et conteste déjà la Constitution de 1887, signé sous le règne de son frère. 

### Promulgation d'une nouvelle constitution
Avant l'arrivée de Liliʻuokalani sur le trône de l'archipel, le gouvernement qui est en place sous le règne de son frère Kalakaua fait voter une constitution qui limite considérablement les pouvoirs du souverain. Dès son arrivée sur le trône, Liliʻuokalani a pour ambition de rétablir les pleins pouvoirs et l'autorité de la Couronne.
Tout commence sous le règne de Kamehameha III. Celui-ci est roi jusqu'en 1854. Sous son règne, en 1840, est votée la première constitution qui fait officiellement du royaume une monarchie constitutionnelle. Cette constitution signifie le début d'une répartition du pouvoir entre le roi et les deux chambres législatives. Cependant, les constitutions suivantes remettent en question l'autorité royale. Les successeurs de Kamehameha III ont cette grande volonté de conserver à la fois la constitution et l'autorité de la monarchie hawaïenne. Kamehameha V va plus loin que ses prédécesseurs. Il tente de rétablir l'autorité complète du monarque absolu à travers une nouvelle constitution en 1864. Plusieurs acteurs sont contre ce remplacement de constitution, il s'agit notamment de la Chambre des représentants, élue au suffrage universel masculin tous les ans. Cette assemblée à un certain contrôle du pouvoir d'initiative et dans le domaine financier. Le roi Kamehameha V prend l'initiative d'instaurer cette nouvelle constitution, il prête serment de la respecter. La Constitution de 1864 est signée et doit rester en place pour au moins vingt ans. Beaucoup considèrent que cette constitution symbolise un affaiblissement de la démocratie de l'archipel (abolition du suffrage universel, pouvoirs du roi renforcés, diminution des compétences du Premier ministre...). 

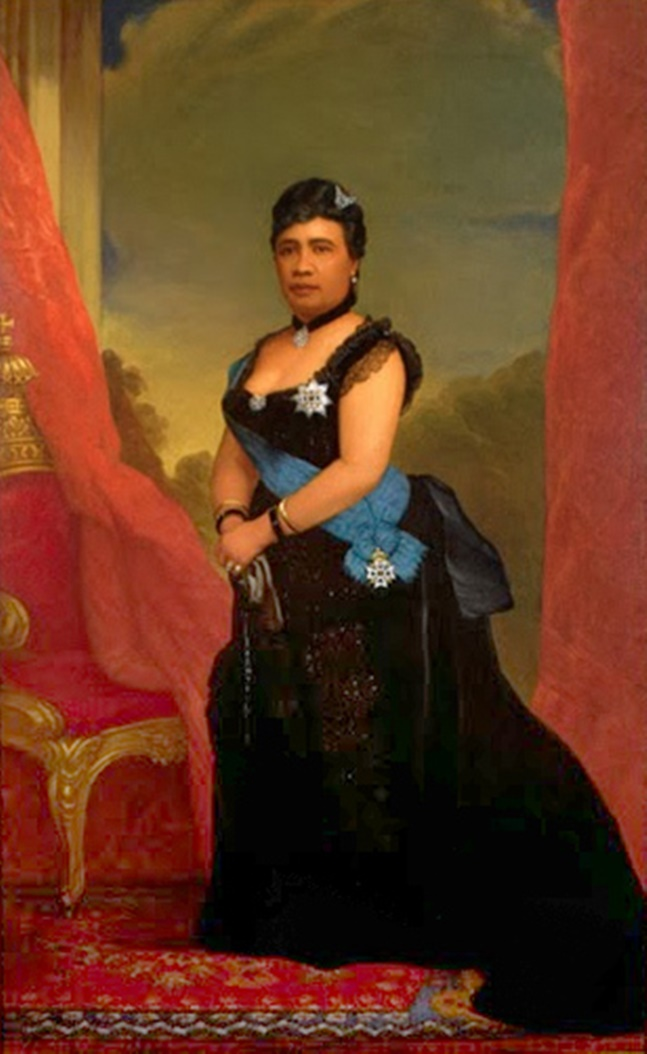
Portrait de la reine Liliʻuokalani par William Cogswell.

La Constitution de 1864 perdure jusqu'en 1873, avec le roi Lunalilo, qui rétablit la précédente constitution afin de définitivement marquer l'alternance entre un absolutisme révolu et une monarchie constitutionnelle nécessaire. Cependant, la nouvelle constitution de 1887, signée par le roi Kalakaua, va beaucoup plus loin que les précédentes. Certains la considèrent comme un véritable coup d'État arrangé par le parti réformiste (victorieux lors des dernières élections), elle est même qualifiée de « Bayonet Constitution ». Cette constitution transforme la monarchie constitutionnelle en un système parlementaire qui réduit considérablement le rôle du roi. Celui-ci perd le droit de nommer des représentants à la Chambre des nobles, elle est désormais élue par un vote censitaire qui exclut la majeure partie de la population hawaïenne. Le souverain n'a même plus l'autorité de nommer un gouvernement, ainsi qu'un Premier ministre, n'étant pas de l'étiquette politique dominante au Parlement. Ainsi, le roi, dépossédé de son autorité royale, ne garde qu'un droit de veto destiné aux décisions de l'assemblée mais il se trouve que ce droit peut largement être contesté et annulé par une majorité des deux tiers des deux chambres. 
C'est cette constitution que souhaite réformer Liliʻuokalani une fois arrivée sur le trône. Grâce à une nouvelle constitution, laquelle serait en réalité un retour à celle de 1864 et non à celle de 1840, Liliʻuokalani souhaite redorer le pouvoir royal et rétablir les pleins pouvoirs. Il s'agit d'une véritable mission qu'elle se donne afin de préserver les îles et les résidents autochtones. En évoquant la promulgation d'une nouvelle constitution, Liliʻuokalani ne se rend pas compte qu'elle vient de déclencher un mouvement qui va causer sa perte du trône et la mort de la monarchie hawaïenne. Dans son œuvre autobiographique, Hawaii's story by Hawaii's Queen, Liliʻuokalani raconte que la volonté d'établir une nouvelle constitution ne vient pas uniquement d'elle, les Hawaïens font circuler des pétitions dans l'île pour appuyer cette idée. À travers la mise en place de cette constitution, Liliʻuokalani montre qu'elle écoute la voix du peuple, c'est son rôle de souveraine. Mais ses ministres et ses plus proches amis, qui ne sont pas du même avis qu'elle, tentent à plusieurs reprises de la dissuader de poursuivre cette initiative. Peu de temps après l'annonce de cette volonté de réforme, la reine se heurte à de nombreuses opposants qui sont prêts à tout pour éviter de rétablir les pleins pouvoirs de la souveraine. Les progressistes et les élites locales vont ainsi demander l'aide des Américains pour y parvenir.

### L'invasion américaine des terres hawaïennes

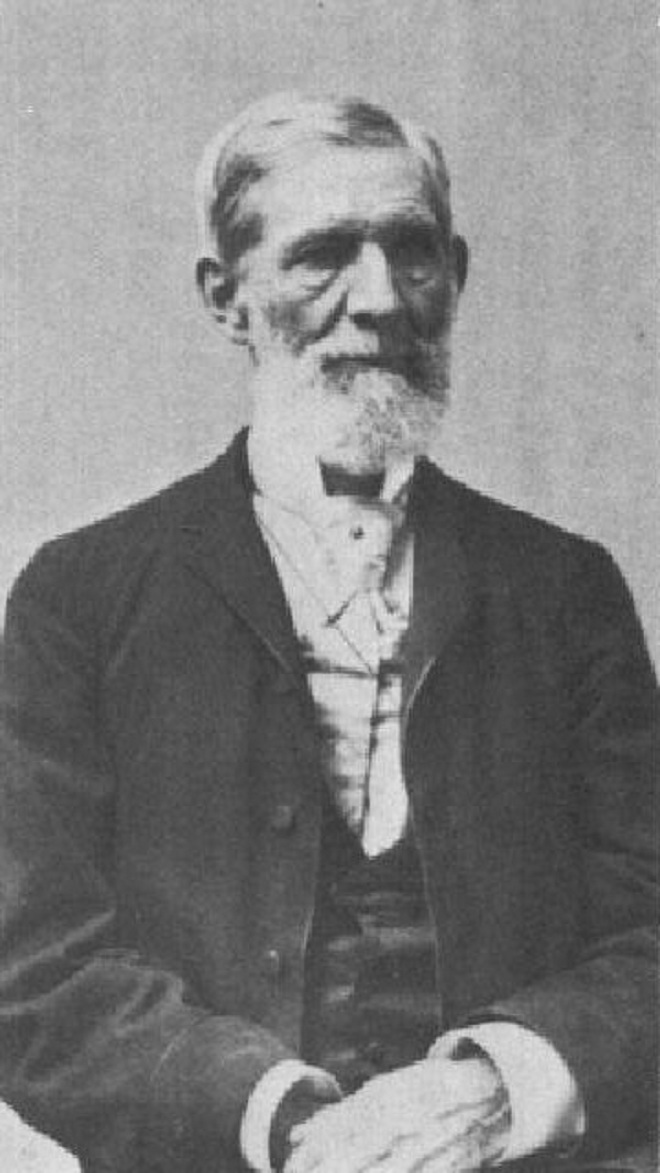
Le ministre John L. Stevens.

Liliʻuokalani a donc la réelle volonté de rétablir un équilibre au sein de l'archipel, entre les intérêts des locaux et ceux des haoles, des étrangers qui contrôlent de plus en plus l'économie ainsi que les terres hawaïennes. Au moment où celle-ci évoque sa volonté d'établir une nouvelle constitution favorable à la monarchie et aux autochtones, les progressistes de l'archipel sont bien décidés à causer la perte de la reine. Ils se regroupent tous au sein du parti réformiste. L'archipel se retrouve donc confronté à deux idéologies bien distinctes. D'un côté, on a les partisans du régime monarchique. Ceux-ci se retrouvent dans des slogans comme « Hawaï aux Hawaïens » ou encore « Un gouvernement du peuple, par le peuple et pour le peuple ». La grande partie des Hawaïens adhèrent à cette idéologie, ils critiquent également la domination de la pensée missionnaire. Ils établissent même une ligue de défense de la souveraineté et de l'identité hawaïenne, la Native Sons of Hawaï. Ce groupe d'individus entre en conflit direct contre le Parti réformiste, parti désormais plus révolutionnaire qu'autrefois et qui regroupe la majorité des opposants à la monarchie.
Les clivages présents dans l'archipel hawaïen croissent quand Liliʻuokalani souhaite renforcer les pouvoirs monarchiques. Clandestinement, un « Comité de sécurité » cherchant à renverser la monarchie et annexer l'archipel aux États-Unis se constitue. Ce comité est dirigé par Sanford Ballard Dole et il est appuyé par le ministre américain de Hawaï, John L. Stevens (en). Des actions se préparent également à côté de l'agitation politique. Un comité secret appelé « Ligue pour l'Annexion » se crée dès janvier 1892. Lorrin Thurston représente ce parti, il entretient des relations avec John L. Stevens.
La constitution étant le point majeur qui cause la perte de la reine, celle-ci tente de prendre deux autres mesures qui vont également nuire à son règne. Elle veut d'abord établir une loi pour la création d'une loterie nationale, et la deuxième concerne la mise en place de licences pour le commerce de l'opium afin de limiter la contrebande, le commerce illégal et la corruption. La réglementation du commerce de l'opium pénaliserait de nombreux habitants de l'île qui risquent de connaitre des pertes énormes, d'où leur opposition. Le 14 janvier, la reine signe en faveur de ces deux lois et manifeste par la même occasion son intention d'édicter une nouvelle constitution. Débute alors l'agitation chez les progressistes. C'est à partir du Comité de sécurité que Lorrin Thurston lance son appel à John Stevens afin de renverser la reine et sa monarchie.

### Renversement du royaume de Hawaï

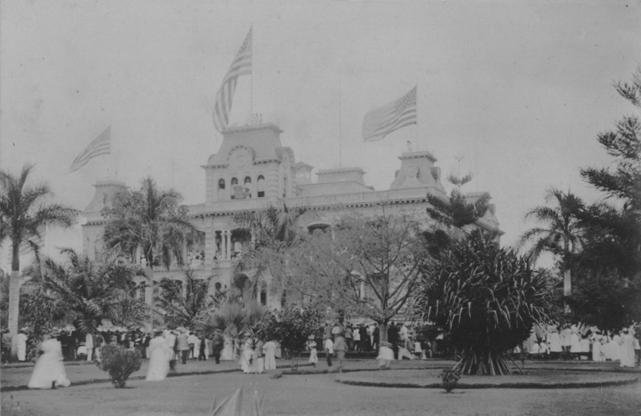
Drapeau américain flottant sur le palais ʻIolani.

En janvier 1893, le ministre John L. Stevens donne son aval pour lancer les opérations contre Liliʻuokalani. Les troupes situées à bord du croiseur USS Boston ancré à Honolulu sont prêtes à être débarquées pour défendre les intérêts américains mais également prendre le contrôle de plusieurs bâtiments de l'administration et du gouvernement. En parallèle, Lorrin Thurston essaye de prévoir la mise en place d'un gouvernement provisoire une fois leurs objectifs atteints.
Le 16 janvier 1893, Liliʻuokalani s'inquiète de l'agitation qu'elle a provoquée par la mise en place de nouvelles lois. Elle montre qu'elle ne souhaite pas imposer ses règles et sa constitution par un autre moyen que celui qui est prévu par le système en place. Mais l'agitation étant déjà trop importante, son initiative n'est pas suffisante. Le Comité de sécurité décide alors de se réunir à proximité du palais Lolani. À 14 h, on dénombre 1 200 à 1 500 haoles présents. Au même moment, une manifestation en soutien à la reine se déroule, qui regroupe un petit comité de 500 à 1 000 indigènes. John Stevens ordonne alors à 162 marines de l'USS Boston de venir protéger le Comité . Cet acte symbolise une approbation officieuse du gouvernement américain pour effectuer le coup d'État. 
Dès le lendemain, le 17 janvier, le Comité de sécurité fait parvenir un communiqué qui proclame la destitution de la reine hawaïenne. Il instaure par la même occasion un gouvernement provisoire, dirigé par Sanford Ballard Dole, ce qui signe la mort de la monarchie au sein de l'archipel. Liliʻuokalani prend l'initiative de quitter par elle-même le gouvernement, elle ne veut pas d'affrontements armés qui pourrait causer la perte de nombreux habitants. Dans Hawaii's Story by Hawaii's Queen, Liliʻuokalani affirme que les révolutionnaires seraient des conspirateurs. Mais pour les révolutionnaires, leur action permet de sauver l'île de la ruine. Liliʻuokalani ne s'avoue pas pour autant complètement vaincue. Elle tente de négocier un retrait des troupes américaines et demande au gouvernement des États-Unis de la réintégrer dans la politique. Dole souhaite annexer l'archipel aux États-Unis le plus vite possible, il fait de nouveau appel aux forces américaines pour que celles-ci gardent le contrôle de la situation, elles s'installent dans le palais du gouvernement. On envoie au même moment des troupes sur le continent pour négocier l'annexion.

### Espoirs condamnations et abdication
Pour beaucoup, la chute de la monarchie est inévitable. D'abord du fait que la majeure partie de l'économie était dominée par les haoles. Ceux-ci possèdent les ressources essentielles de l'archipel, que ce soit les plantations de canne à sucre ou le foncier. De plus, on a un affaiblissement du nombre d'indigènes sur l'île. En 1896, sur les 109 020 habitants, les Hawaïens ne représentent que 36,2 % de la population tandis qu'en 1872, sur les 56 827 habitants, ils représentaient encore près de 90 %. Enfin, les États-Unis manifestent de plus en plus leur intérêt pour Hawaï, leur base navale de Pearl Harbor offre au continent un potentiel énorme.

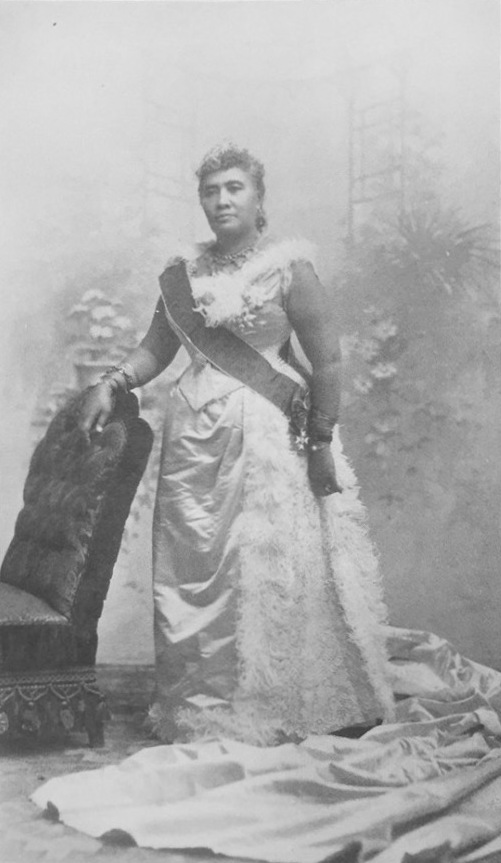
La reine déchue Lydia Liliʻuokalani en 1898.

Liliʻuokalani conserve l'espoir de retourner sur le trône rapidement. L'annexion d'Hawaï aurait dû se concrétiser rapidement mais c'est sans compter sur de nouvelles élections américaines qui élisent un président démocrate et anti-impérialiste : Grover Cleveland. Son prédécesseur, Benjamin Harrison, avait accepté la proposition d'annexion de l'archipel aux États-Unis et l'annexion avait été votée par la Chambre des représentants. Lorsque Grover Cleveland arrive au pouvoir en mars 1893, il retire le texte. Celui-ci lance une enquête pour déterminer les circonstances du coup d'État. Pour cela il envoie à Honolulu, le responsable démocrate de la commission des Affaires étrangères à la Chambre des représentants, James H. Blount. Dans son rapport James Blount conclut que la population hawaïenne soutien totalement la reine. Liliʻuokalani reçoit le soutien du président à la suite de ce rapport. John L. Stevens est remplacé par Albert S. Willis, qui essaye de négocier avec le gouvernement provisoire de Hawaï afin de rétablir pacifiquement Liliʻuokalani sur le trône, mais les négociations échouent.
Ses espoirs grandissent quand, en novembre 1893, le président Cleveland propose à la reine de remonter sur le trône à plusieurs conditions. Le président lui demande d'amnistier les différents acteurs du coup d'État, ce qu'elle refuse de faire dans un premier temps. Elle change d'avis à la mi-décembre. Le Sénat, qui est hostile au président Cleveland, fait publier le rapport Morgan qui contredit le rapport Blount en avançant que le coup d'État n'était que le fruit de la population hawaïenne et que l'armée américaine n'a joué aucun rôle durant celui-ci. À partir de la publication de ce rapport, Grover Cleveland cesse les négociations en faveur de la reine. Pour assurer un contrôle du gouvernement à Hawaï, il faut que le type de régime politique qui va être choisi soit capable de maintenir les objectifs de la révolution tout en évitant un renversement possible. Il faut pouvoir gouverner sans avoir l'appui de la majeure partie des indigènes. Le 15 mars 1894 est réunie une convention avec trente-sept membres. Ceux-ci sont chargés d'établir la future constitution de la république d'Hawaï.
Le 4 juillet 1894, la république d'Hawaï est proclamée. Une tentative de renverser celle-ci est préparé par Wilcox, soutenu par de nombreux indigènes. Le 6 janvier 1895, plusieurs centaines d'entre eux se retrouvent pour envahir et tenter de prendre le siège du gouvernement à Honolulu. Le complot est découvert, Wilcox et de nombreux insurgés sont arrêtés. Le 16 janvier, la reine Liliʻuokalani est arrêtée pour haute trahison et le 24 janvier marque la fin définitive de son règne.
L'insurrection de 1893 et la chute de la monarchie constituent des traumatismes majeurs pour la population autochtone de l'archipel.

## Fin de vie et annexion de Hawaï

### L'annexion de Hawaï et les protestations de Liliʻuokalani
L'annexion de Hawaï par les États-Unis, officiellement réalisée en juillet 1898, est en réalité le résultat d'un long processus. Hawaï représente en effet un lieu particulièrement stratégique pour la défense de la façade Ouest des États-Unis, et donc pour le développement de leur puissance maritime. En outre, dans le contexte d'un expansionnisme américain, le territoire hawaïen possède des atouts économiques, notamment par le biais de ses plantations telles que la canne à sucre et le riz. Enfin, sur les plans culturel et religieux, il se trouve que des missionnaires américains occupent les îles hawaïennes depuis les années 1820 dans un souci de christianisation. 

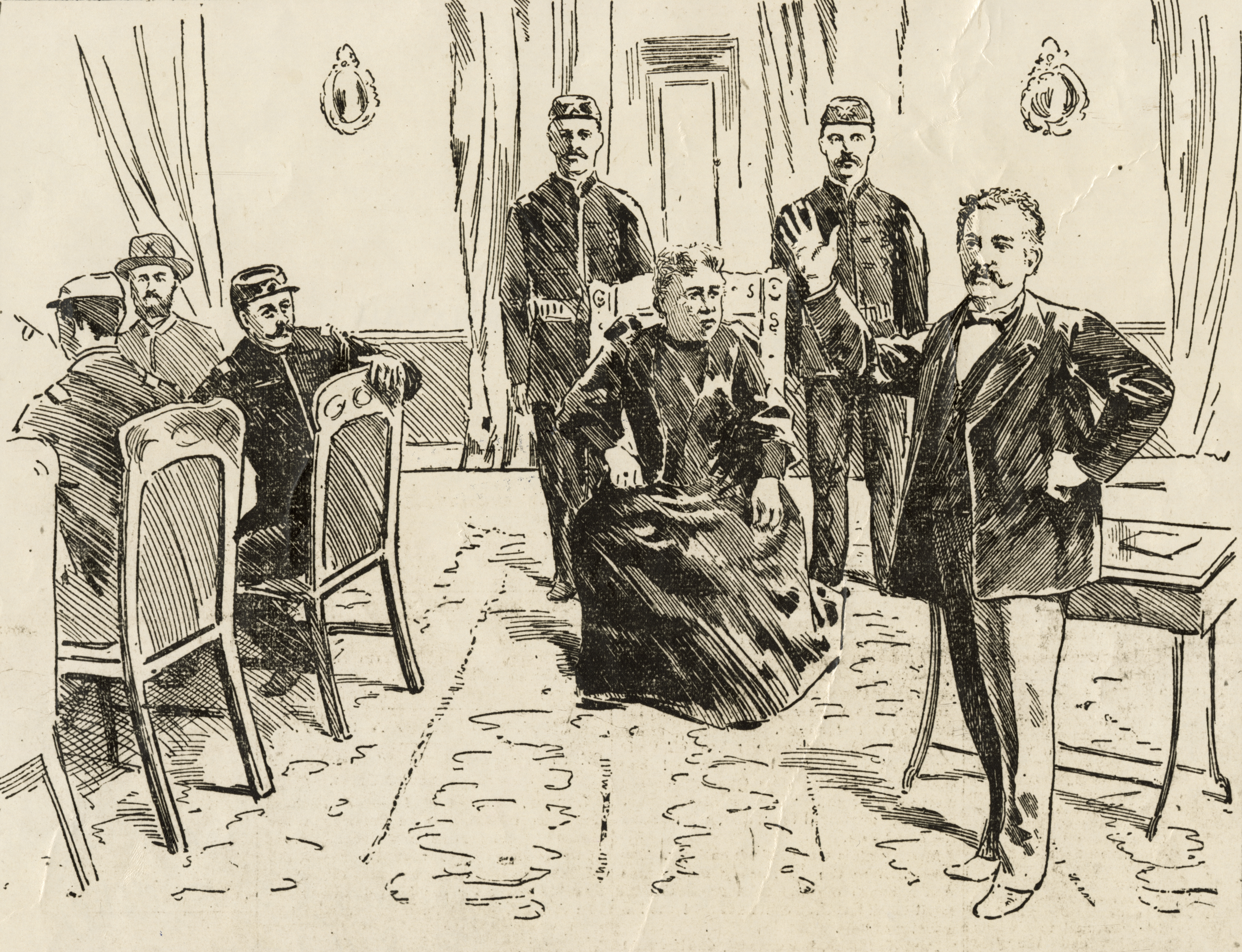
Illustration papier du procès de la reine en 1895 dans l'ancienne salle du trône.

C'est au lendemain de l'annexion de la Californie par les États-Unis en 1848, que mûrit la volonté d'annexer le territoire hawaïen. Très vite, de nombreux débats naissent au Congrès américain afin d'instaurer les prémices d'un projet de traité ; un projet que le sénateur démocrate Joseph W. McCorkle (en), propose dès août 1852. Ce traité, connu sous le nom de « traité de réciprocité » entre le royaume de Hawaï et les États-Unis, est ratifié le 24 août 1876 à Honolulu. En conséquence, les Américains obtiennent la libre entrée de diverses productions hawaïennes sur le marché américain, en échange de quoi Hawaï est exemptée de droits de douane d'une longue liste de produits américains. Dès lors, de nouveaux missionnaires américains viennent s'installer à Hawaï, déterminés à rétablir leur position concurrentielle sur le plan économique ainsi qu'à assurer une position de force sur les autochtones par le contrôle d'un ensemble de mesures édictées concernant le territoire et la population de Hawaï ; c'est ce que Lili'uokalani dénonce telle une oligarchie missionnaire.
Les débuts des années 1890 sont marquées par le règne de Lili'uokalani à Hawaï, du 21 janvier 1891 au 17 janvier 1893, et par la nouvelle présidence du démocrate Grover Cleveland connu pour ses positions anti-expansionnistes du côté américain. La situation mène au recul du projet d'annexion. En effet, tandis que la reine hawaïenne va accuser le traité de réciprocité d'être un acte de fraude et d'inconstitutionnalité envers les peuples autochtones de l'archipel, le président américain quant à lui retire le débat et donc l'examen du traité d'annexion considérant ce dernier comme problématique. 
Lili'uokalani fait de sa protestation au traité d'annexion de Hawaï un des arguments principaux de sa politique. La reine cherche alors à prouver sa légitimité ainsi qu'à récupérer les domaines de la Couronne en accusant l'inadmissible majorité américaine au Comité de sécurité publique de Hawaï. En effet, les Américains ne représentent que 3 000 habitants sur une population hawaïenne environnant les 40 000 habitants. Bien qu'elle reçoive le soutien des mouvements « Home Rule » ou « Stand Firm » (Opi pa'a), Lili'uokalani ne parviendra pas à arrêter la création d'un nouveau parti dès janvier 1892 ; celui de la Ligue pour l'Annexion, qui regroupe divers partis haoles déterminés à en finir avec la monarchie. Le règne de Lili'uokalani arrive à sa fin et c'est finalement une république haole largement tournée en faveur de l'annexion de Hawaï par les États-Unis qui se met en place le 17 janvier 1893, entraînant de fait la chute de la monarchie.

Continuant de mener une propagande anti-américaine, le 16 janvier 1895, la reine de Hawaï est arrêtée pour « haute trahison » et est contrainte le 24 janvier suivant à renoncer solennellement à son trône.

Parution dans le journal Pacific Commerical Advertiser le 14 juillet 1898.

Lili'uokalani souffre beaucoup de la censure médiatique que mènent les Américains à son encontre : elle est décrite telle une sauvage non civilisée et son ouvrage à propos de la structure mentale et le caractère des partisans de l'annexion n'est pas imprimé. Son procès se tient le 27 février 1895 devant un tribunal militaire américain. Lili'uokalani est condamnée à une peine de cinq années de travaux forcés, ainsi que d'une amende de cinq mille dollars. Ce n'est qu'en février 1896, à l'issue d'un procès rudement disputé, que l'ancienne reine reçoit l'ordre de sa libération totale, lui reconnaissant le pardon du gouvernement de la nouvelle République de Hawaï ainsi que l'accès à ses droits civils. Dès lors, Lili'uokalani reprend sa protestation, notamment par le biais de voyages aux États-Unis où elle se rend au Congrès pour plaider en faveur des autochtones de son territoire natal, en vain.
Au même moment, le projet des Américains prend une ampleur considérable, le nouveau président William McKinley soumet une proposition d'annexion le 16 juin 1897 devant le Sénat. Alors que les Américains sont en attente d'une majorité au Congrès face à un certain désintérêt des occidentaux concernant l'annexion de Hawaï, c'est en raison de la guerre hispano-américaine, d'avril à août 1898, que l'annexion de Hawaï se précipite. Bien que les deux-tiers des voix au Congrès n'étaient pas obtenues, les Américains s'accordent sur une résolution conjointe ratifiée le 8 juillet 1898. La cérémonie officielle du transfert de souveraineté à Hawaï se déroule le 12 août suivant par la levée du drapeau américain, pour autant le gouvernement de la république haole de Hawaï continue d'administrer l'archipel selon les lois existantes dans la mesure où celles-ci n'allaient pas à l'encontre de la Constitution américaine. 
La reine Lili'uokalani ne participe pas aux cérémonies d'annexion et signe son mémorial le 19 décembre 1898 comme étant son dernier acte officiel pour rendre le contrôle de sa terre natale aux Hawaïens. L'acte organique d'avril 1900 permet aux Américains d'appliquer l'intégralité de leur constitution et leurs lois fédérales sur le territoire. Hawaï est donc soumise à un gouvernement territorial dirigé par trois entités : un gouverneur nommé par le président des États-Unis pour quatre ans, un Congrès local élu pour deux ans avec une Chambre des représentants de trente membres et un Sénat composé de quinze membres, ainsi qu'un délégué auprès du Congrès américain.

### Fin de vie de la dernière reine de Hawaï

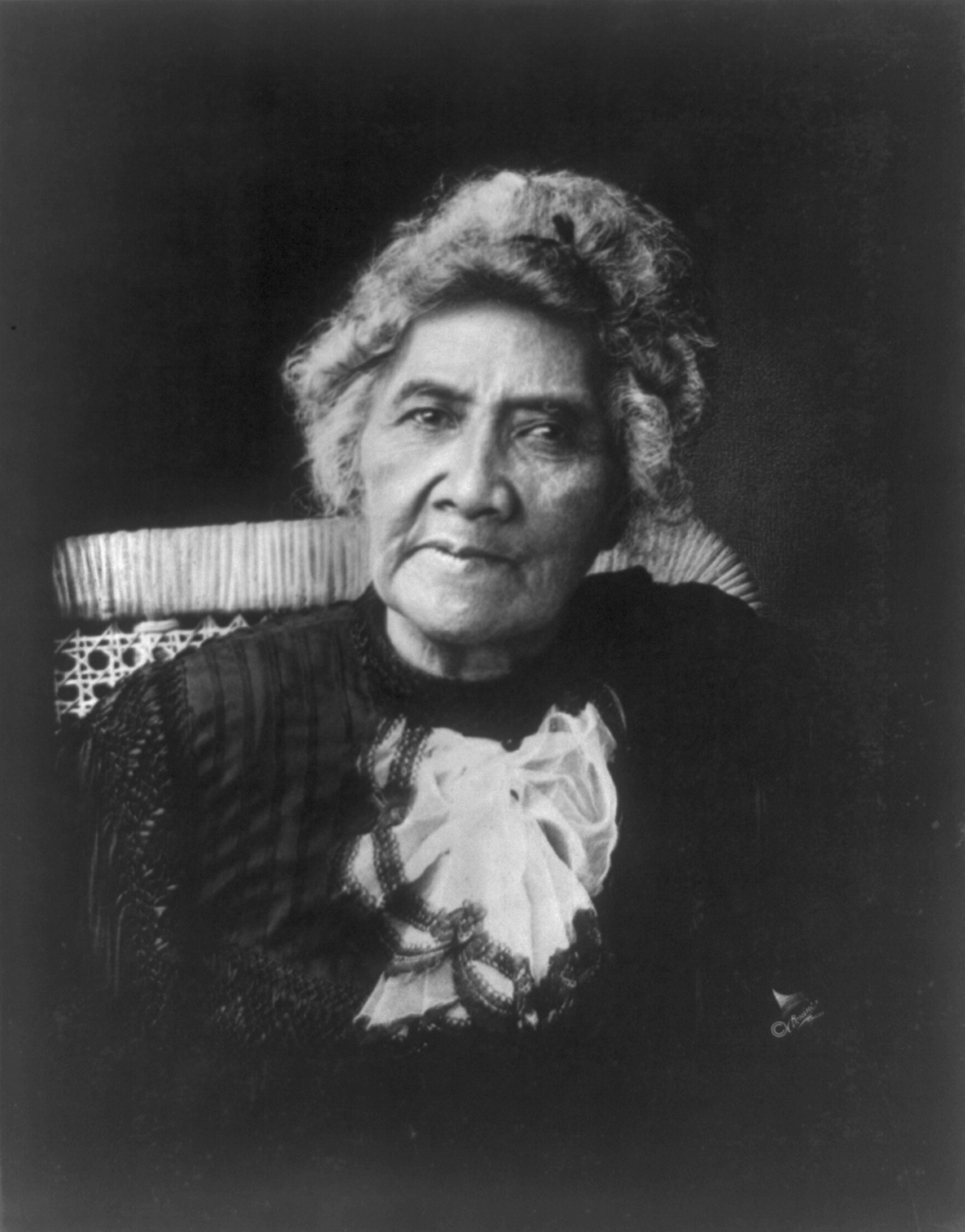
L'ex-reine en 1915.

Dès le 16 janvier 1895, la reine de Hawaï est arrêtée pour « haute trahison » et contrainte le 24 janvier suivant à renoncer solennellement à son trône. Les causes de son arrestation ne sont pas claires ; certains historiens évoquent sa soi-disant participation à l'une des rébellions de Robert William Wilcox (un vieil ami voulant rétablir la monarchie à Hawaï), d'autres évoquent la découverte d'une cache d'armes à son domicile. Son procès a lieu le 27 février 1895 devant un tribunal militaire américain, Lili'uokalani est condamnée à une peine de cinq années de travaux forcés, ainsi que d'une amende de cinq mille dollars.

C'est au palais ʻIolani à Honolulu que l'ancienne reine de Hawaï purge sa peine. Ses partisans tentent de la tenir informée des dernières nouvelles par l'envoi de fleurs enveloppées dans les journaux du jour. Cependant, un contrôle important est mené autour des objets destinés à Liliʻuokalani. Aux alentours du mois d'août 1895, une épidémie éclate : on parle d'un choléra asiatique. La santé de Liliʻuokalani se dégrade, mais celle-ci parviendra à se guérir seule, en l'absence de son médecin.

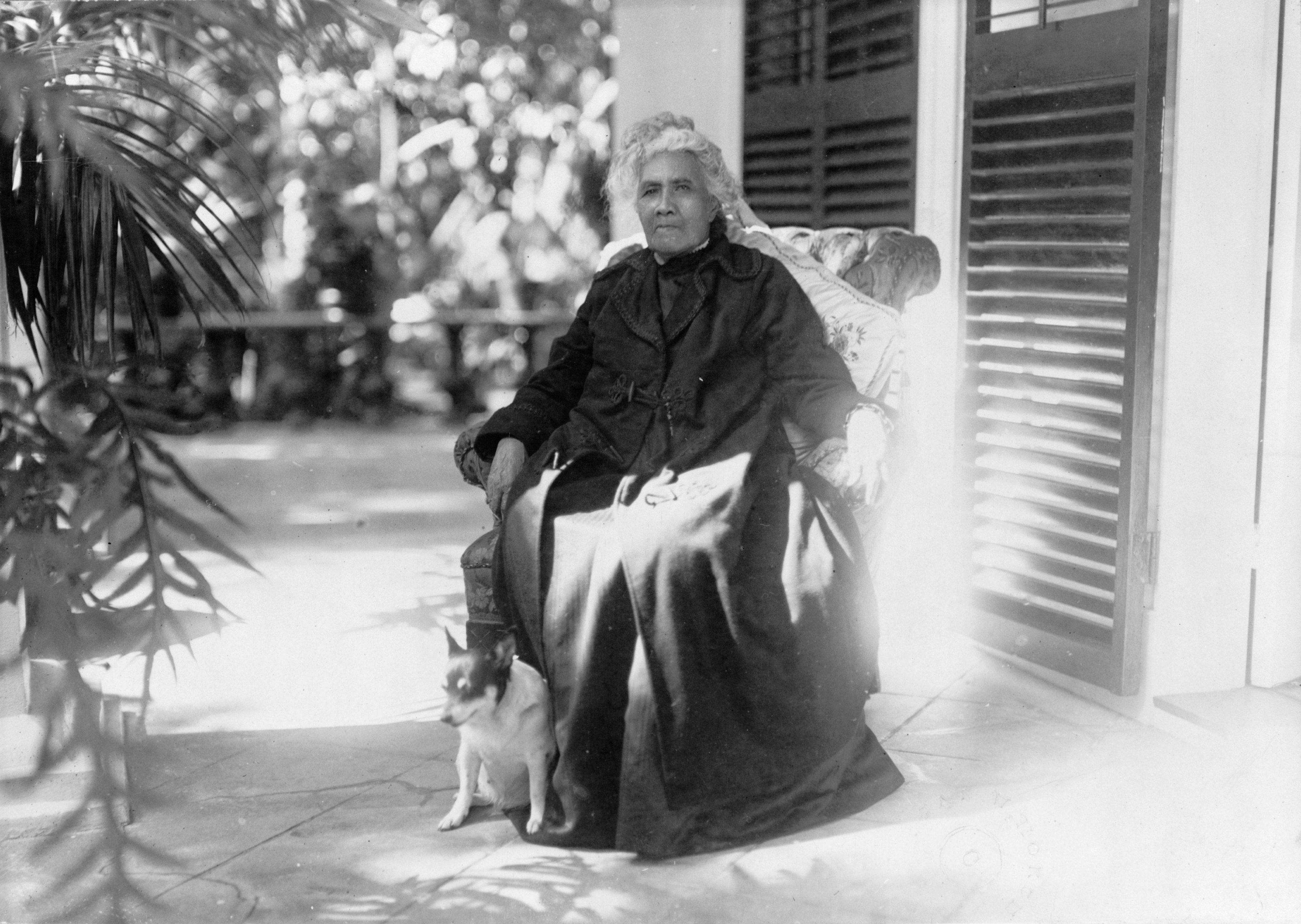
Lili'uokalani en 1917 par James Watson Moser.

Le 6 septembre 1895, Liliʻuokalani reçoit l'ordre de sa liberté conditionnelle. Dès lors, elle part en retraite dans son ancienne maison fleurie où elle dit avoir passé du bon temps et avoir vu des amis. Ce n'est qu'en février 1896, à l'issue d'un procès rudement disputé, que l'ancienne reine reçoit l'ordre de sa libération totale, lui reconnaissant le pardon du gouvernement de la nouvelle République de Hawaï ainsi que l'accès à ses droits civils.
Liliʻuokalani meurt le 11 novembre 1917 à l'âge de 79 ans, à la suite d'un accident vasculaire cérébral. Elle est honorée par des funérailles d'État dans les jours qui suivent. Sa dépouille est inhumée dans le mausolée royal du Mauna'Ala.

### Une retraite culturelle pour l'ancienne Reine de Hawaï
Après avoir dû renoncer à son trône en 1893 et après avoir été arrêtée et condamnée à partir de janvier 1895, Lili'uokalani s'éloigne de la vie politique. Diverses occupations caractérisent cette retraite ; notamment son activité littéraire, mais également ses voyages culturels et politiques aux États-Unis, ainsi que son soutien offert aux autochtones hawaïens.

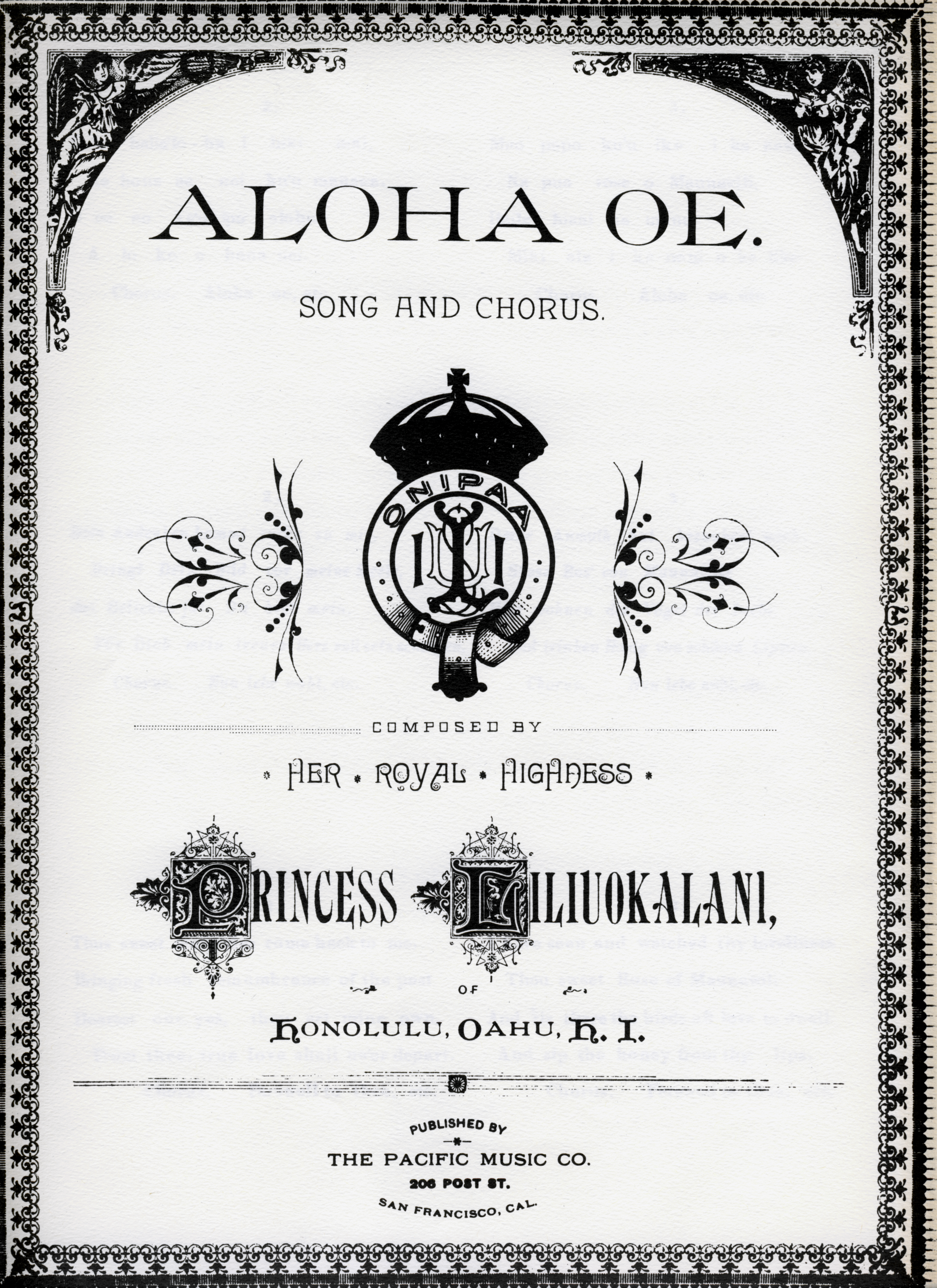
Aloha ʻOe.

#### Une activité littéraire
Durant sa vie de prison, du papier à écrire et des crayons sont laissés à la disposition de Liliʻuokalani. Ayant fait ses études à l'école royale où elle a appris à parler couramment l'anglais, à écrire, mais où elle a également reçu une formation musicale, c'est à ce moment-là que Liliʻuokalani commence à composer ses écrits hawaïens de style traditionnel et ses quelque 160 chansons. Parmi ses chansons, certaines sont imprimées à Chicago, dont le fameux hymne Aloha ʻOe (« Adieu à toi »). C'est en outre à cette période qu'elle entreprend la réalisation de ses mémoires dans son ouvrage Hawaii's story of Hawaii Queen.
On dit d'elle qu'elle était la membre la plus remarquable dans le monde musical parmi la dynastie des Kalakaua. En effet, outre avoir écrit de nombreuses chansons, Liliʻuokalani joue également de plusieurs instruments de musique : piano, ukulélé, guitare, cithare, orgue. Pendant des années, le nom de Liliʻuokalani figure en tête d'une liste de membres de la Société polynésienne, certains de ses travaux sont publiés par la presse de Lee & Shepard à Boston, ses musiques résonnent dans les temples de Hawaï et certaines sont publiées à Washington.

#### Voyage aux États-Unis

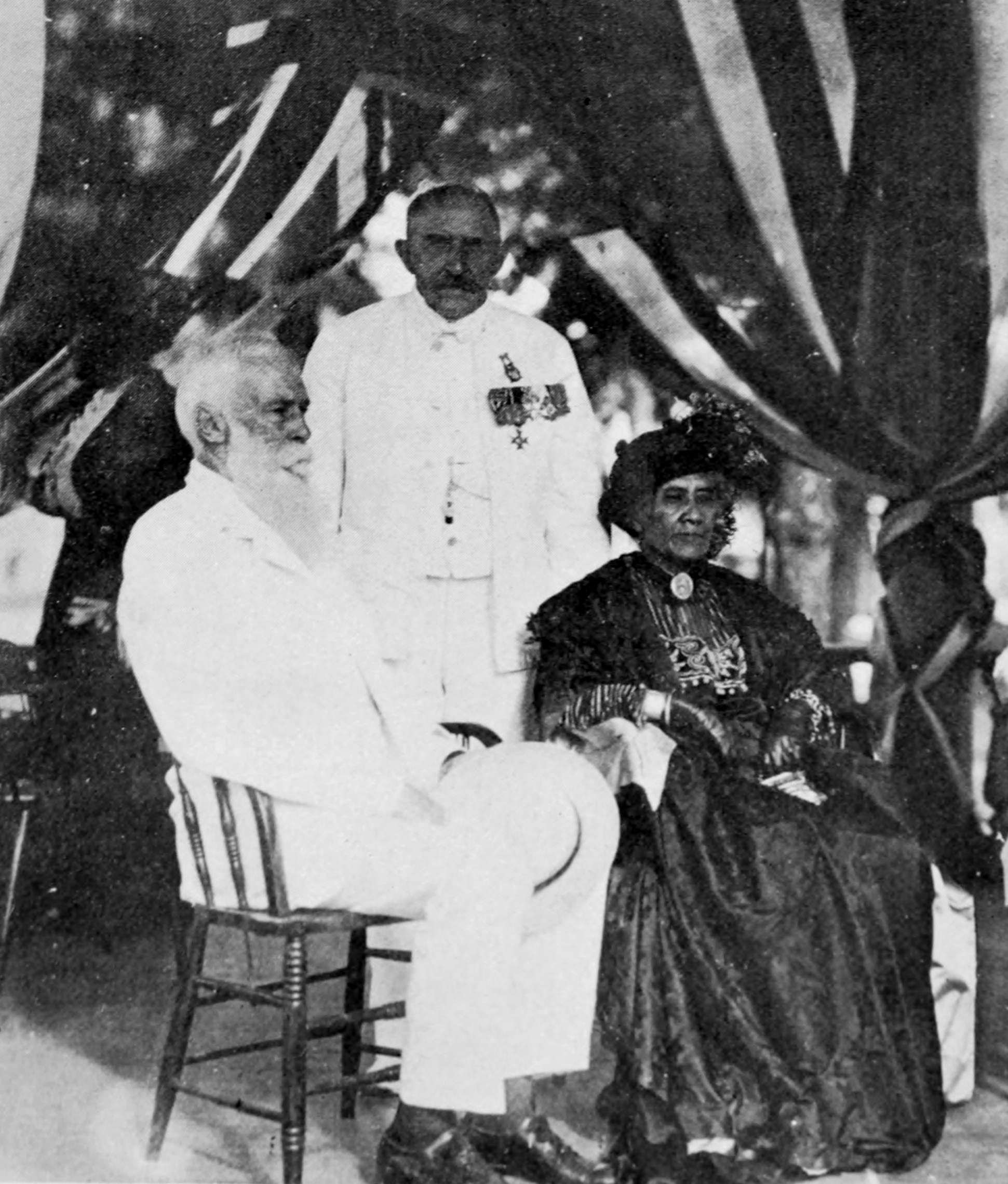
Dole en présence de l'ex-reine Lili'uokalani en 1914.

Peu après sa sortie de prison, Liliʻuokalani part pour les États-Unis avec l'accord préliminaire du président de la République, Sanford Ballard Dole, et munie d'un contrat signé par le ministre des Affaires étrangères, W.O. Smith, lui assurant sa protection et la légalité du voyage. Pendant son voyage, Liliʻuokalani va se rendre dans diverses villes d'Amérique, à la fois pour visiter le pays et rencontrer des amis, mais également pour défendre son cas. En effet, elle se rend à Washington, D.C., en Californie, afin de convaincre les autorités locales de rétablir la monarchie à Hawaï.
L'ancienne monarque a toujours lutté contre l'annexion de Hawaï par les États-Unis ; elle est d'ailleurs le leader du mouvement « Stand Firm » (Oni pa'a) Elle œuvre aussi à récupérer les propriétés et les biens de la Couronne hawaïenne estimés à une valeur de 450 000 dollars et ne parviendra finalement à percevoir qu'une pension annuelle de 4 000 dollars et des revenus provenant d'une exploitation de canne à sucre d'une superficie de 24 km2.
Suite de ses divers échecs, Liliuokalani décide de vivre sa vie de citoyenne privée dans sa propriété de Washington Place (actuelle résidence du gouverneur de l'État de Hawaï} où elle recevra de nombreux visiteurs.

#### Un soutien aux autochtones de Hawaï
Au cours de ses différentes retraites, Liliʻuokalani soutient la cause des plus démunis et des orphelins de son pays. À diverses reprises, elle fait don de ses biens et de ses terres, en parallèle de quoi elle consacre du temps à l'éducation et aux œuvres caritatives.
D'un point de vue plus humanitaire, la fondation et le centre Queen Liliuokalani ont été conservés, tous les deux créés par la reine de son vivant au profit des enfants orphelins, démunis, ou des autochtones discriminés. La fondation, qui existe depuis 1909, vient en aide à près de 10 000 enfants chaque année.
Il a fallu attendre 1993 pour les États-Unis reconnaissent leurs torts envers les peuples autochtones hawaïens ; le président Bill Clinton ayant signé la loi no 103-150.

## Héritage
Le 11 novembre 2017 marque le centième anniversaire de la mort de Lili'uokalani, et bien que les esprits ne s'accordent pas toujours à propos de la dernière monarque hawaïenne, celle-ci reste honorée et vénérée par son peuple comme une reine, constituant un lien précieux avec le passé d'Hawaï. Ce jour-là, l'université d'Hawaï à Mānoa rend hommage à sa majesté par le biais d'une exposition où l'on retrouve diverses pièces d'archives concernant la vie de Lili'uokalani.
En 2018, au moment du 125e anniversaire de son renversement par les États-Unis, une marche solennelle est organisée pour le souvenir de la nation, mais également pour le souvenir du dernier monarque hawaïen.
À Hawaï, des monuments entretiennent le souvenir de la reine : une statue de bronze est érigée à sa gloire en 1982 dans le centre-ville d'Honolulu, entre le Capitole et le palais ʻIolani. On retrouve aussi l'Iolani State Monument représentant la seule résidence royale officielle ; le parc et l'intérieur ayant été convertis en musée. Washington Place, l'ancienne demeure de la reine est également classé comme monument historique national.
Une partie des travaux de Liliʻuokalani et des documents relatifs à sa vie personnelle sont conservés au sein des archives de l'État de Hawaï, dans la collection « Lili'uokalani » ou celle du musée Bishop.
Parmi les 160 chansons qu'elle a écrites, diverses sont devenues des classiques toujours chantés, comme O Ke Aloha Ka Haku ou Aloha ʻOe. Aloha ʻOe, inspiré par l'adieu de deux amants auquel Liliʻuokalani assista au cours d'une promenade à cheval en 1877, est d'ailleurs devenu l'hymne de Hawaï. La chanson est popularisée dans le monde entier lorsqu'elle figure dans le film d'animation Lilo et Stitch (2002).

## Ascendance
|  |                                                  |  |  |  |  |  |  |  |  |  |  |  |  |  |  |  |
|  | 16. Aliʻi Nui Kameʻeiamoku de Kauaʻi             |  |  |  |  |  |  |  |  |  |  |  |  |  |  |  |
|  |                                                  |  |  |  |  |  |  |  |  |  |  |  |  |  |  |  |
|  |                                                  |  |  |  |  |  |  |  |  |  |  |  |  |  |  |  |
|  | 8. Aliʻi Nui Kepoʻokalani de Kauaʻi              |  |  |  |  |  |  |  |  |  |  |  |  |  |  |  |
|  |                                                  |  |  |  |  |  |  |  |  |  |  |  |  |  |  |  |
|  |                                                  |  |  |  |  |  |  |  |  |  |  |  |  |  |  |  |
|  | 17. Aliʻi Nui Kamakaeheikuli de Kohala           |  |  |  |  |  |  |  |  |  |  |  |  |  |  |  |
|  |                                                  |  |  |  |  |  |  |  |  |  |  |  |  |  |  |  |
|  |                                                  |  |  |  |  |  |  |  |  |  |  |  |  |  |  |  |
|  | 4. Aliʻi Nui Kamanawa II de Kauaʻi               |  |  |  |  |  |  |  |  |  |  |  |  |  |  |  |
|  |                                                  |  |  |  |  |  |  |  |  |  |  |  |  |  |  |  |
|  |                                                  |  |  |  |  |  |  |  |  |  |  |  |  |  |  |  |
|  | 18. Aliʻi Nui KalaninuiʻIamamao de Kaʻū          |  |  |  |  |  |  |  |  |  |  |  |  |  |  |  |
|  |                                                  |  |  |  |  |  |  |  |  |  |  |  |  |  |  |  |
|  |                                                  |  |  |  |  |  |  |  |  |  |  |  |  |  |  |  |
|  | 9. Aliʻi Nui Alapaʻiwahine de Kaʻū               |  |  |  |  |  |  |  |  |  |  |  |  |  |  |  |
|  |                                                  |  |  |  |  |  |  |  |  |  |  |  |  |  |  |  |
|  |                                                  |  |  |  |  |  |  |  |  |  |  |  |  |  |  |  |
|  | 19. Aliʻi Nui Kaoʻlanialiʻi de Kaʻū              |  |  |  |  |  |  |  |  |  |  |  |  |  |  |  |
|  |                                                  |  |  |  |  |  |  |  |  |  |  |  |  |  |  |  |
|  |                                                  |  |  |  |  |  |  |  |  |  |  |  |  |  |  |  |
|  | 2. Aliʻi Nui Caesar Kaluaiku Kapaʻakea de Kauaʻi |  |  |  |  |  |  |  |  |  |  |  |  |  |  |  |
|  |                                                  |  |  |  |  |  |  |  |  |  |  |  |  |  |  |  |
|  |                                                  |  |  |  |  |  |  |  |  |  |  |  |  |  |  |  |
|  | 20. Aliʻi Nui Kaʻihelemoana                      |  |  |  |  |  |  |  |  |  |  |  |  |  |  |  |
|  |                                                  |  |  |  |  |  |  |  |  |  |  |  |  |  |  |  |
|  |                                                  |  |  |  |  |  |  |  |  |  |  |  |  |  |  |  |
|  | 10. Aliʻi Nui Kanepawale                         |  |  |  |  |  |  |  |  |  |  |  |  |  |  |  |
|  |                                                  |  |  |  |  |  |  |  |  |  |  |  |  |  |  |  |
|  |                                                  |  |  |  |  |  |  |  |  |  |  |  |  |  |  |  |
|  | 21. Aliʻi Nui Kaʻopa                             |  |  |  |  |  |  |  |  |  |  |  |  |  |  |  |
|  |                                                  |  |  |  |  |  |  |  |  |  |  |  |  |  |  |  |
|  |                                                  |  |  |  |  |  |  |  |  |  |  |  |  |  |  |  |
|  | 5. Aliʻi Nui Kamokuiki                           |  |  |  |  |  |  |  |  |  |  |  |  |  |  |  |
|  |                                                  |  |  |  |  |  |  |  |  |  |  |  |  |  |  |  |
|  |                                                  |  |  |  |  |  |  |  |  |  |  |  |  |  |  |  |
|  | 22. Aliʻi Nui Kaʻehunuiamamaliʻi                 |  |  |  |  |  |  |  |  |  |  |  |  |  |  |  |
|  |                                                  |  |  |  |  |  |  |  |  |  |  |  |  |  |  |  |
|  |                                                  |  |  |  |  |  |  |  |  |  |  |  |  |  |  |  |
|  | 11. Aliʻi Nui Uaua                               |  |  |  |  |  |  |  |  |  |  |  |  |  |  |  |
|  |                                                  |  |  |  |  |  |  |  |  |  |  |  |  |  |  |  |
|  |                                                  |  |  |  |  |  |  |  |  |  |  |  |  |  |  |  |
|  | 23. Aliʻi Nui Koʻi                               |  |  |  |  |  |  |  |  |  |  |  |  |  |  |  |
|  |                                                  |  |  |  |  |  |  |  |  |  |  |  |  |  |  |  |
|  |                                                  |  |  |  |  |  |  |  |  |  |  |  |  |  |  |  |
|  | 1. Lydia Liliʻuokalani d'Hawaï                   |  |  |  |  |  |  |  |  |  |  |  |  |  |  |  |
|  |                                                  |  |  |  |  |  |  |  |  |  |  |  |  |  |  |  |
|  |                                                  |  |  |  |  |  |  |  |  |  |  |  |  |  |  |  |
|  | 24. Aliʻi Nui Kameʻeiamoku de Kauaʻi (= 16)      |  |  |  |  |  |  |  |  |  |  |  |  |  |  |  |
|  |                                                  |  |  |  |  |  |  |  |  |  |  |  |  |  |  |  |
|  |                                                  |  |  |  |  |  |  |  |  |  |  |  |  |  |  |  |
|  | 12. Aliʻi Nui Kepoʻokalani de Kauaʻi (= 8)       |  |  |  |  |  |  |  |  |  |  |  |  |  |  |  |
|  |                                                  |  |  |  |  |  |  |  |  |  |  |  |  |  |  |  |
|  |                                                  |  |  |  |  |  |  |  |  |  |  |  |  |  |  |  |
|  | 25. Aliʻi Nui Kamakaeheikuli de Kohala (= 17)    |  |  |  |  |  |  |  |  |  |  |  |  |  |  |  |
|  |                                                  |  |  |  |  |  |  |  |  |  |  |  |  |  |  |  |
|  |                                                  |  |  |  |  |  |  |  |  |  |  |  |  |  |  |  |
|  | 6. Aliʻi Nui ʻAikanaka de Kauaʻi                 |  |  |  |  |  |  |  |  |  |  |  |  |  |  |  |
|  |                                                  |  |  |  |  |  |  |  |  |  |  |  |  |  |  |  |
|  |                                                  |  |  |  |  |  |  |  |  |  |  |  |  |  |  |  |
|  | 26. Aliʻi Nui Keaweaheulu de Waiʻanae            |  |  |  |  |  |  |  |  |  |  |  |  |  |  |  |
|  |                                                  |  |  |  |  |  |  |  |  |  |  |  |  |  |  |  |
|  |                                                  |  |  |  |  |  |  |  |  |  |  |  |  |  |  |  |
|  | 13. Princesse Keohohiwa de Hilo                  |  |  |  |  |  |  |  |  |  |  |  |  |  |  |  |
|  |                                                  |  |  |  |  |  |  |  |  |  |  |  |  |  |  |  |
|  |                                                  |  |  |  |  |  |  |  |  |  |  |  |  |  |  |  |
|  | 27. Reine Ululani Nui de Hilo                    |  |  |  |  |  |  |  |  |  |  |  |  |  |  |  |
|  |                                                  |  |  |  |  |  |  |  |  |  |  |  |  |  |  |  |
|  |                                                  |  |  |  |  |  |  |  |  |  |  |  |  |  |  |  |
|  | 3. Aliʻi Nui Analea Keohokālole de Kauaʻi        |  |  |  |  |  |  |  |  |  |  |  |  |  |  |  |
|  |                                                  |  |  |  |  |  |  |  |  |  |  |  |  |  |  |  |
|  |                                                  |  |  |  |  |  |  |  |  |  |  |  |  |  |  |  |
|  | 28. Aliʻi Nui Kamakakaualiʻi de l'Île d'Hawaï    |  |  |  |  |  |  |  |  |  |  |  |  |  |  |  |
|  |                                                  |  |  |  |  |  |  |  |  |  |  |  |  |  |  |  |
|  |                                                  |  |  |  |  |  |  |  |  |  |  |  |  |  |  |  |
|  | 14. Aliʻi Nui Kahoalani Eia de l'Île d'Hawaï     |  |  |  |  |  |  |  |  |  |  |  |  |  |  |  |
|  |                                                  |  |  |  |  |  |  |  |  |  |  |  |  |  |  |  |
|  |                                                  |  |  |  |  |  |  |  |  |  |  |  |  |  |  |  |
|  | 29. Aliʻi Nui Kapalaoa                           |  |  |  |  |  |  |  |  |  |  |  |  |  |  |  |
|  |                                                  |  |  |  |  |  |  |  |  |  |  |  |  |  |  |  |
|  |                                                  |  |  |  |  |  |  |  |  |  |  |  |  |  |  |  |
|  | 7. Aliʻi Nui Kamaʻeokalani de l'Île d'Hawaï      |  |  |  |  |  |  |  |  |  |  |  |  |  |  |  |
|  |                                                  |  |  |  |  |  |  |  |  |  |  |  |  |  |  |  |
|  |                                                  |  |  |  |  |  |  |  |  |  |  |  |  |  |  |  |
|  | 30. Prince Ahaula de l'Île d'Hawaï               |  |  |  |  |  |  |  |  |  |  |  |  |  |  |  |
|  |                                                  |  |  |  |  |  |  |  |  |  |  |  |  |  |  |  |
|  |                                                  |  |  |  |  |  |  |  |  |  |  |  |  |  |  |  |
|  | 15. Aliʻi Nui Keakaula de l'Île d'Hawaï          |  |  |  |  |  |  |  |  |  |  |  |  |  |  |  |
|  |                                                  |  |  |  |  |  |  |  |  |  |  |  |  |  |  |  |
|  |                                                  |  |  |  |  |  |  |  |  |  |  |  |  |  |  |  |
|  | 31. Princesse Kawehe de l'Île d'Hawaï            |  |  |  |  |  |  |  |  |  |  |  |  |  |  |  |
|  |                                                  |  |  |  |  |  |  |  |  |  |  |  |  |  |  |  |
|  |                                                  |  |  |  |  |  |  |  |  |  |  |  |  |  |  |  |

## Hommages
En 2008, l'Allemand Reto Brehm a construit une pirogue à balancier et à voile baptisée Lili'uokalani.

#### Monographies
- (en) William DeWitt Alexander, History of later years of the Hawaiian Monarchy and the Revolution of 1893, Hawaiian Gazette Compagny, 1896, 289 p. (lire en ligne).
- (en) William C. Hodges, The Passing of Liliuokalani, Honolulu Star Bulletin, 1918 (lire en ligne).
- (en) Neil Thomas Proto (en), The Rights of my people : Liliuokalani's Enduring Battle with the United States 1893-1917, Algora Publishing, 2009.
- (en) Helena G. Allen, The Betrayal of Liliuokalani : Last Queen of Hawaii 1838-1917, Arthur H. Clark Company, 1982.
- (en) Liliuokalani, Hawaii's Story by Hawaii's Queen (en), Boston, Lothrop, Lee & Sheapard, 1898 (lire en ligne).
- Christian Huetz de Lemps, Le Paradis de l'Amérique : Hawaï de James Cook à Barack Obama, Paris, Vendémiaire, 2017.

#### Chapitres et articles
- (en) Barbara Bennett Peterson, « Liliuokalani », sur American National Biography, 1999.
- Christian Huetz de Lemps, « Rois et reines d'Hawaï : Les Transformations de l'image de la monarchie », Outre-mers, vol. 97, no n°366-367,‎ 1er semestre 2010, p. 111-122 (lire en ligne, consulté le 11 mars 2019).
- (en) Tina Koeppe, « Queen Liliuokalani », Journal of Women in Educational Leadership, vol. 5, no I,‎ janvier 2007 (lire en ligne).